# Triphora calva
Triphora calva är en snäckart som beskrevs av Faber och Moolenbeek 1991. Triphora calva ingår i släktet Triphora och familjen Triphoridae. Inga underarter finns listade i Catalogue of Life.